# Ribes petraeum
Ribes petraeum, el grosellero de roca es una especie de arbusto perteneciente a la familia Grossulariaceae.

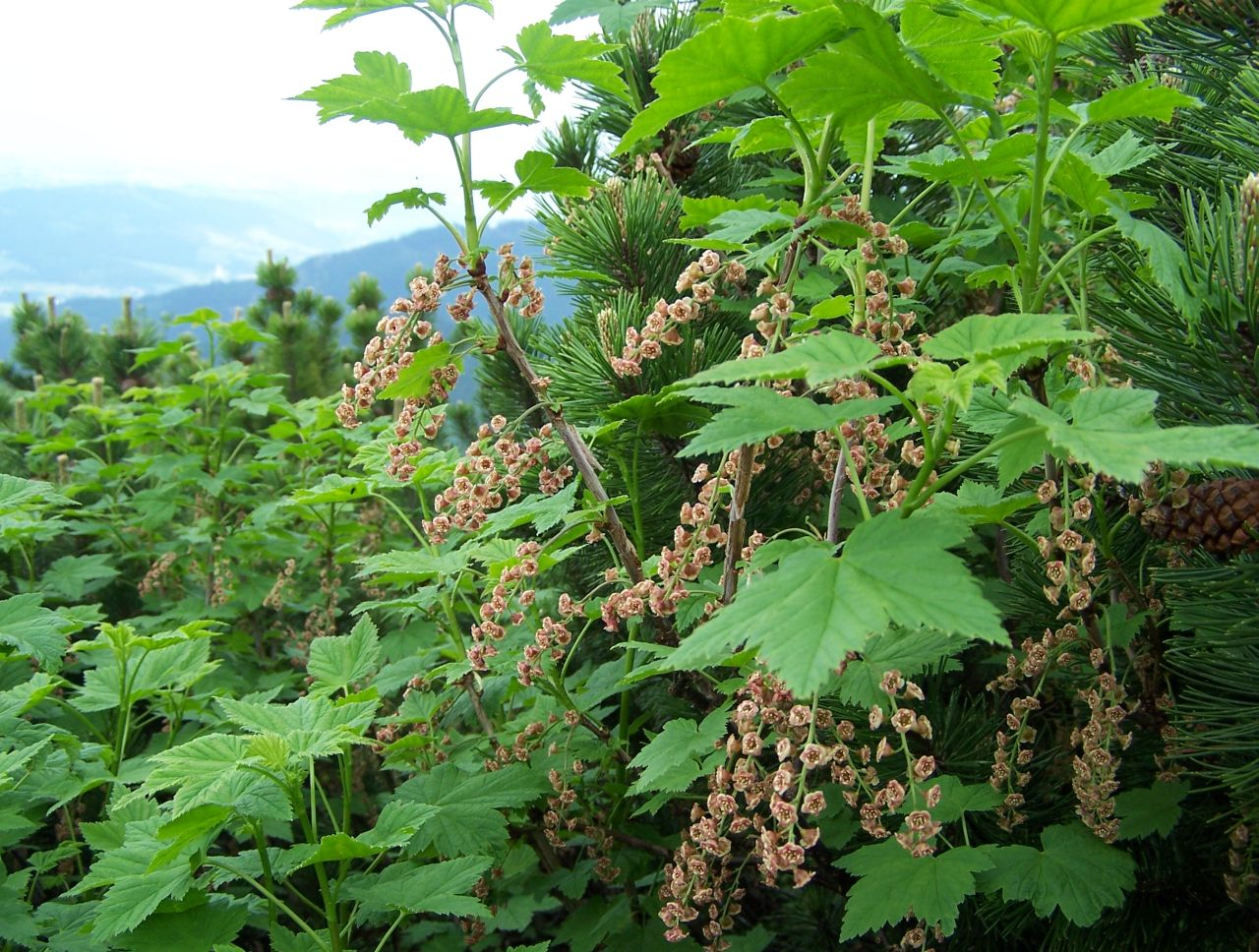

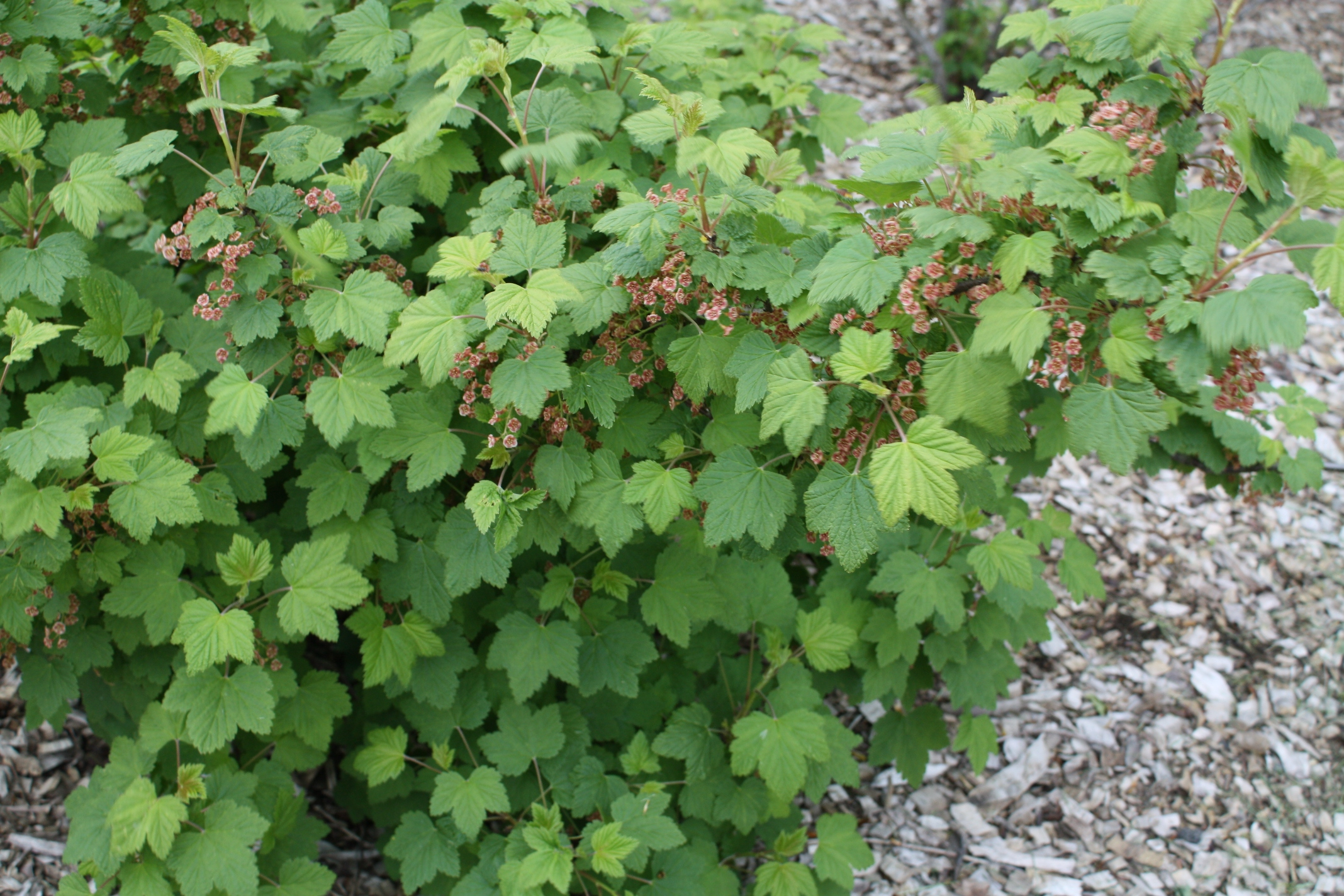
Vista de la planta

## Descripción
Es un arbusto de hasta 3 m de altura desprovisto de espinas y con hojas de unos 10 cm de anchura, palmeadas, con 3-5 lóbulos triangulares dentados provistos de pelos glandulosos. Flores de 4-7 mm dispuestas en racimos poco apretados que aparecen en junio. Sépalos obtusos, ciliados, rosados o rojizos y pétalos con forma de escama, la mitad de largos que los sépalos, anchamente espatulados. Fruto carnoso, globoso, de color rojo y muy ácido de sabor, aunque comestible. Se diferencia del grosellero rojo (Ribes rubrum) por sus hojas de mayor tamaño y por el aspecto acampanado de la flor.

## Hábitat y ecología
El grosellero de roca suele crecer rodeado de hayas o abetos, entre aquellos que se desarrollan sobre suelos calcáreos. Cuando el sustrato se vuelve más rocoso, aparecen zonas encharcadas o bien perturbaciones de origen antrópico, como el pastoreo o la tala, se producen claros que permiten la instalación de otras especies más dependientes de la luz del sol. En estos claros la vegetación evolucionaría hacia un cortejo de matorral, dominado por especies espinosas, en el que se pueden presentar tejos (Taxus baccata), avellanos (Corylus avellana), abedules (Betula alba), sauces (Salix caprea), majuelos (Crataegus monogyna), rosales silvestres (Rosa canina), zarzas (Rubus), frambuesos (Rubus idaeus), endrinos (Prunus spinosa), ebónimos (Euonymus europaeus), etc.
En los hayedos de carácter submediterráneo estas formaciones arbustivas suelen alcanzar gran desarrollo, enriqueciéndose su composición con especies como Viburnum lantana, Buxus sempervirens, Ligustrum vulgare, Phillyrea media, etc.
Los límites altitudinales en que se suele dar la especie en la Península son 1.200 y los 2.400 m s. n. m. (aunque excepcionalmente puede encontrarse a 900), a pesar de que el hayedo no suele hallarse por encima de los 1.700 metros.
Los groselleros florecen aproximadamente en el mes de junio, dando frutos un mes más tarde. Estos frutos sirven de alimento a las aves, que dispersan las semillas junto con sus excrementos (zoocoria).

### Distribución y población
A nivel mundial : el área de distribución de la especie abarca Siberia, Europa (hasta el Norte de la península ibérica, Bulgaria y el centro de Italia) y el Norte de África (Argelia y Marruecos).
España y en La Rioja: en la península ibérica se distribuye por Pirineos, Cordillera Cantábrica y en determinadas áreas del Sistema Ibérico, concretamente en la Sierra de Hormazas, en el sector occidental de la Sierra de Cameros y en la Sierra del Moncayo. En La Rioja solo se han detectado escasos individuos en tres localizaciones. En la Lista Roja riojana aparece como «especie en peligro crítico», por tener poblaciones muy pequeñas o restringidas.

## Amenazas
Problemática propia de poblaciones reducidas, desprendimientos de rocas, incendios, etc.
- Actividades ganaderas.
- Montañismo y senderismo tanto de verano como de invierno.

Medidas de conservación
- Recolección estrictamente prohibida, salvo autorización expresa para fines científicos.
- Recuperación de la población mediante: recolección de semillas para abastecer a los bancos de germoplasma, cultivos in vitro y futuras reimplantaciones in situ y en enclaves de similar ecología.

## Taxonomía
Ribes petraeum fue descrita por  Wulfen in Jacq. y publicado en Miscellanea Austriaca ad Botanicam 2: 36 1781.
Etimología
Ríbes: nombre genérico que según parece proce del árabe rabas; en persa rawas y rawash = nombre en oriente de un ruibarbo (Rheum ribes L., poligonáceas). Se afirma que ribes figura por primera vez en occidente en la traducción que Simón Januensis hizo, en la segunda mitad del siglo XIII, del libro de Ibn Sarab o Serapión –Liber Serapionis aggregatus in medicinis simplicibus...– y que este nombre fue adoptado por las oficinas de farmacia. En todo caso, se aplicó a plantas diferentes, cuales son los groselleros (Ribes sp. pl.), quizá por sus frutos ácidos y por sus propiedades medicinales semejantes.
petraeum: epíteto latíno que significa "que crece en las rocas"
Sinonimia
- Grossularia petraea (Wulfen) Bubani
- Ribes acerrimum Rochel ex Kit.
- Ribes atropurpureum C.A.Mey.
- Ribes atropurpureum var. tomentosum Maxim.
- Ribes biebersteinii Berland. ex DC.
- Ribes bullatum Otto & A.Dietr.
- Ribes carpaticum Kit.
- Ribes caucasicum M.Bieb.
- Ribes petraeum var. tomentosum (Maxim.) Maxim.	[4]

## Nombre común
- Castellano: cerecines, cerezinos, cerezucos, cerizucos, grosellero, grosellero de las rocas, grosellero de rocas, grosellero pétreo (2), silindra.[5]